# Nu Telescopii
Nu Telescopii (67 Telescopii) é uma estrela na direção da constelação de Telescopium. Possui uma ascensão reta de 19h 48m 01.10s e uma declinação de −56° 21′ 44.2″. Sua magnitude aparente é igual a 5.33. Considerando sua distância de 170 anos-luz em relação à Terra, sua magnitude absoluta é igual a 1.75. Pertence à classe espectral A9Vn.